# Whitfield Diffie
Bailey Whitfield 'Whit' Diffie (New York, 1944. június 5. –) amerikai kriptográfus, a nyílt kulcsú titkosítás megalkotóinak egyike.

## Pályafutása
1965-ben szerzett BSc fokozatot az MIT-n (Massachusettsi Műszaki Egyetem).
1976-ban jelent meg Diffie és Martin Hellman írása az Új direktívák a kriptográfiában. Ez egy radikálisan új, az úgynevezett kulcsmegosztáson alapuló kriptográfia bevezetőjeként jelent meg. Később Diffie-Hellman kulcscsere néven vált ismertté. Az írásból egy új, fejlődésben lévő szintje a kriptográfiának, az úgynevezett aszimmetrikus kulcsú titkosítás leírása körvonalazódott.
Diffie a Northern Telecom biztonsági főnökeként dolgozott, ahol ő tervezte meg a PDSO biztonsági rendszer kulcsmegosztását az X.25 hálózatokhoz.
Diffie 1991-ben csatlakozott a Sun Microsystems-hez, azon belül is a SunLabs-West kutatócsoporthoz (Mountain View-ben, California államban található). Diffie kiváló mérnökként érkezett, s elsődleges kutatási területe a kriptográfia nyilvános aspektusainak vizsgálata. 2004 januárjában a Sunnál maradt biztonság technikai vezérigazgatóként, valamint alelnökként és kutatóként.
1992-ben tudományos doktori címet (Technical Sciences (Honoris Causa)) kap a Svájci Állami Műszaki Egyetemtől.
A Marconi Alapítvány ösztöndíjasa is volt, továbbá sok egyéb címet és díjat kapott különböző intézetektől.
Diffie és Susan Landau 1998-ban publikálták közös könyvüket a Privacy on the Line, mely a telefonlehallgatások és a titkosítás „aljas” politikájáról szól.
- Jim Lammers & Lee Gooding: Maya – a 3D világa (ford. Lénárt Szabolcs). 2005, Perfact-Pro Kft., ISBN 9632108108